# Universiteit Jan Evangelista Purkyně Ústí nad Labem
De Universiteit Jan Evangelista Purkyně Ústí nad Labem (Tsjechisch: Univerzita Jana Evangelisty Purkyně v Ústí nad Labem, afkorting: UJEP) is een universiteit in de Tsjechische stad Ústí nad Labem. De instelling is genoemd naar de Tsjechische anatoom en fysioloog Jan Evangelista Purkyně (1787-1869) en opgedeeld in zeven faculteiten.

## Faculteiten en instituten
- Faculteit voor sociale en economische wetenschappen
- Faculteit voor toegepaste kunst en design
- Faculteit voor milieukunde
- Faculteit voor pedagogische wetenschappen
- Faculteit voor natuurwetenschappen
- Filosofische faculteit
- Faculteit voor productietechniek en management
- Instituut voor gezondheidszorg